# Семенівська волость (Бердичівський повіт)
Семенівська волость — історична адміністративно-територіальна одиниця Бердичівського повіту Київської губернії з центром у селі Семенівка.
Станом на 1886 рік складалася з 12 поселень, 10 сільських громад. Населення — 5704 осіб (2819 чоловічої статі та 2885 — жіночої), 478 дворових господарства.
|                     | Площа, десятин | У тому числі орної, дес. |
| ------------------- | -------------- | ------------------------ |
| Сільських громад    | 4290           | 3348                     |
| Приватної власності | 10019          | 5163                     |
| Іншої власності     | 338            | 215                      |
| Загалом             | 14647          | 8726                     |

Основні поселення волості:
- Семенівка — колишнє власницьке село при річці Жабокрич за 4 версти від повітового міста, 682 особи, 68 дворів, православна церква, школа, постоялий будинок і водяний млин. За 3 версти — залізнична станція Бердичів.
- Великі Низгірці — колишнє власницьке село і слобода євреїв-землевласників, 832 особи (євреїв — 320), 73 двори, православна церква, єврейський молитовний будинок, школа, 3 постоялих будинки, водяний млин і шкіряний завод.
- Гришківці — колишнє власницьке село при струмкові Марута, 315 осіб, 36 дворів, православна церква та постоялий будинок.
- Жидівці — колишнє власницьке село при струмкові Жабокрич, 273 особи, 36 дворів, православна церква та постоялий будинок.
- Іванківці — колишнє власницьке село при струмкові Жабокрич, 790 осіб, 79 дворів, постоялий будинок, школа, постоялий будинок, кузня і вітряний млин.
- П'ятигірка — колишнє власницьке село, 464 особи, 55 дворів, православна церква, школа, постоялий будинок і водяний млин.
- Хажин — колишнє власницьке село при річці Гнилоп'ять, 419 осіб, 65 дворів, православна церква, католицька каплиця, школа, постоялий будинок, кузня та 2 водяних млини.

Наприкінці 1880-х років волость було ліквідовано, поселення відійшли до складу Бистрицької (Велика П'ятигірка, Гришківці, Жидівці, Хажин) та Пузирецької (Великі Низгірці, Іванківці, Семенівка) волостей.